# Convoi MW 11
Le convoi MW 11 est un convoi allié durant la Seconde Guerre mondiale, à destination de Malte.

## Histoire
Au mois de juin 1942, la situation de l'île de Malte est désespérée. Afin de ravitailler l'île et ses défenseurs, Winston Churchill ordonne une opération navale pour la ravitailler. Son plan prévoit une action combinée de deux convois escortés, MW 10 partant de Gibraltar (Opération Harpoon) et MW11 d'Alexandrie (Opération Vigorous), en Égypte.
Le 11 juin 1942, le convoi MW 11 composé de 9 cargos et 2 pétroliers, dont certains sont des navires neerlandais, quitte le port d'Alexandrie. Il est escorté par 2 croiseurs, 26 destroyers, 9 sous-marins et d'autres navires plus petits. Le vieux cuirassé HMS Centurion qui était désarmé fut utilisé afin de faire croire à la présence d'un cuirassé dans l'escorte.

## Composition du convoi
- Ajax
- Aagtekirk
- Bhutan
- Bulkoil (pétrolier)
- City of Calcutta
- City of Edinburgh
- City of Lincoln
- City of Pretoria
- Elizabeth Bakke
- Potaro (pétrolier)
- Rembrandt[1]